# Ялиця Нордмана
{{#ifeq:0|0|{{#if:|{{#if:Abiesnordmanniana|[[]}}|}}}}
Ялиця кавказька або ялиця Нордмана (Abies nordmanniana) — вид хвойних дерев родини соснові (Pinaceae).

## Поширення
Природний ареал — гори східного Причорномор'я: Туреччина, Грузія, Північний Кавказ, північна Вірменія і північний захід Азербайджану.

## Опис
Дерево мало відрізняється від ялиці білої, але вважається більш декоративним. Кора світло-сіра матова, спочатку гладка, у старих дерев розсічена на плитки або пластинки, з невеликими тріщинами і еліптичними слідами від опалих сучків, ближче до землі — сіро-бура. Стовбур прямий, гілки трохи підняті. Гілки середнього ярусу горизонтальні, розташовуються щільніше, ніж у ялиці білої. Верхні гілки менш висхідні, ніж у ялиці білої. Молоді пагони жовтувато-зелені, запушені, коротко-волосисті, рідше голі, блискучі, з великою кількістю сплячих бруньок, пізніше пагони коричнево-бурі, голі. Пагони блискучі, жовто-зеленого або світло-коричневого кольору, яйцювато-конічні, не смолисті, слабо запушені, іноді голі смолисті. Лусочки пагонів кілеваті і слабо-запушені, щільно прилягають один до одного. Хвоя сильно блискуча, темно-зелена, по краю загорнута вниз, з нижньої сторони сіра з двома білуватими смужками, на бічних гілках росте гребінчасто. На безплідних пагонах крім дворядних або дельтоподібно піднятих голок маються ще голки поздовжньо розташовані і притиснуті до пагонів, причому нижня сторона звернена до пагона, від чого голки біля основи скручуються. У ялиці європейської такого не спостерігається, у неї всі хвоїнки поздовжньо розташовані. Хвоя тримається 10-13 років. Хвоїнки завдовжки 15-40 мм, шириною 2,5-3 мм, притуплені, рідше виїмчасті, з борозенками з обох сторін, при розтиранні мають фруктовий запах, смоляні ходи в епідермісі. Цвіте у квітні — на початку травня. Чоловічі колоски червонуваті. Жіночі колоски утворюються тільки у верхівковій зоні крони дорослих дерев, мають зеленувате забарвлення, трохи опуклі з боків. Шишки великі, сидячі, до 20 см завдовжки і до 4,5-5 см ширини, яйцювато-довгасті, циліндричні, спочатку блідо-зелені, в більшості білі від рясних випотів смоли. Зрілі шишки темно-коричневого кольору і покриті смолою. Насінні луски широкі, зверху цілокраї, ніжно-повстяні. Покривні луски великі, лінійно-лопатеві, біля основи звужені, догори розширюються, з довгими висхідними назовні і загорнутими всередину відростками.

## Екологічна властивість
Живе 500—800 років. Швидкозростаюча, зберігає приріст до глибокої старості. Утворює на Кавказі по головних хребтах і на Малому Кавказі (у гірських районах) темнохвойні ліси за участю бука. Також в Туреччині утворює чисті смерекові ліси або змішані з ялиною, східною осикою, кленом, горобиною . Пояс цих лісів простягається від 1200 до 2000 метрів над рівнем моря. Вітростійка, вимоглива до вологості і чистоти повітря. Винятково тіневитривала, але добре росте і на освітлених місцях, теплолюбна. Стійка до пошкоджень морозами до −30 °C. Ґрунти воліє свіжі, суглинні, глибокі, родючі, проте здатна рости і на вапняних ґрунтах. Має добре розвинену кореневу систему. Дерева регулярно плодоносять.

## Застосування
Має високоякісну деревину для паперової промисловості та будівництва. Використовується у ландшафтному будівництві. Вкрай декоративна рослина завдяки стрункості та високій пірамідальній темній густій кроні.